# Vriesea procera
Vriesea procera là một loài thuộc chi Vriesea. Đây là loài bản địa của Brasil và Venezuela.

## Giống
- Vriesea 'Acker Built'